# Санта Ђуста (Фрозиноне)
Санта Ђуста је насеље у Италији у округу Фрозиноне, региону Лацио.
Према процени из 2011. у насељу је живело 24 становника. Насеље се налази на надморској висини од 210 м.